# 胡家镇 (宣汉县)
胡家镇，是中华人民共和国四川省达州市宣汉县下辖的一个乡镇级行政单位。2020年6月，撤销花池乡，将原花池乡所属行政区域划归胡家镇管辖。

## 行政区划
胡家镇下辖以下地区：
龙潭社区、六桥社区、云寨社区、锣鼓村、滑山村、鸭池村、峰沟村、黄花村、黄垭村、石梁村、思乐村和跳河村。